# Little Concert (太田裕美のアルバム)
『Little Concert』（リトル・コンサート）は、1979年に発表された太田裕美の11枚目のアルバム。2001年にCD化された。

## 解説
- コンサートのような構成のアルバム、というコンセプトで制作された[1]。
- 「CD選書」シリーズで、同時期のアルバムがCD化されるなかで、このアルバムはCD化が遅れた。それについて太田本人は、タイトルから「ライブ盤と間違われたのでは？」と推測していた[1]。
- オリコンチャート49位。

## 収録曲
1. 雨のつぶやき
  - 作詩：岡田冨美子、作曲：浜田金吾、編曲：戸塚修
  - イントロに、デビュー曲「雨だれ」のイントロのフレーズが使われている。
2. WING
  - 作詩：伊達歩、作曲：太田裕美、編曲：戸塚修
3. 君がいなければ
  - 作詩：来生えつこ、作曲：浜田金吾、編曲：戸塚修
4. Simple Little Words
  - 作詩：太田裕美、作曲：浜田金吾、編曲：戸塚修
5. トライアル ロード
  - 作詩：来生えつこ、作曲：浜田金吾、編曲：戸塚修
6. 潮風の詩
  - 作詩：岡田冨美子、作曲：太田裕美、編曲：戸塚修
7. 粉雪のエチュード
  - 作詩：岡田冨美子、作曲：浜田金吾、編曲：大村雅朗
8. 袋小路
  - 作詩：松本隆、作曲：荒井由実、編曲：戸塚修
  - 3枚目のアルバム『心が風邪をひいた日』に収録された同曲をリメイクした。
9. 小さなキャンバス
  - 作詩：伊達歩、作曲：浜田金吾、編曲：戸塚修
  - レコーディングの際に、伊達歩名義で詩を提供した伊集院静と初めて会う。太田は「とても繊細な方」と思ったが、その後に豪放磊落な作家になったので驚いたそうである[1]。
10. 青春はアンコールのないコンサート
  - 作詩・作曲：太田裕美、編曲：戸塚修
  - コンサートのような構成のアルバムの、アンコールにあたる曲。本人の作詞作曲。